# Депортиво Ла-Массана
«Депортиво Ла-Массана» (кат. Deportivo La Massana) — андоррский футбольный клуб, выступавший в пяти розыгрышах чемпионата Андорры.

## История
Команда основана в 1992 году под названием «Депортиво Ла Массана» (кат. Deportivo La Massana). Клуб начал участвовать в чемпионате Андорры в сезоне 1995/96. В сезоне 1997/98 клуб назывался именем спонсора «Магатземс Лима» (кат. Magatzems Lima).
В следующем сезоне 1998/99 команда заняла предпоследнее 11 место и покинула высший дивизион андоррского футбола. Команда приняла участие в первом розыгрыше второго дивизиона Андорры, где ей удалось занять второе место, уступив лишь «Лузитансу». Однако в высшем дивизионе клубу закрепится не удалось и он вновь оказался в Сегона Дивизио. С 2001 года команда называлась, сначала «Формо Эспортиу» (кат. FC Formo Esportiu), а позже «Эспортиу Массана» (кат. Esportiu Massana) и «Формоса Эспортиу Массана» (кат. Formosa Esportiu Massana). В сезоне 2003/04 клубу завоевал бронзовые награды второго дивизиона Андорры. В 2005 году команда прекратила выступать в Сегона Дивизио.

## Достижения
- Победитель Сегона Дивизио (1): 1999/00
- Бронзовый призёр Сегона Дивизио (1): 2003/04

## Статистика
| Сезон   | Дивизион        | Место в чемпионате | И  | В | Н | П  | ГЗ | ГП | О  | Кубок Андорры | Примечание    |
| ------- | --------------- | ------------------ | -- | - | - | -- | -- | -- | -- | ------------- | ------------- |
| 1995/96 | Примера Дивизио | 5 из 10            | 18 | 7 | 3 | 8  | 26 | 36 | 24 |               |               |
| 1996/97 | Примера Дивизио | 8 из 12            | 22 | 6 | 7 | 9  | 32 | 43 | 25 |               |               |
| 1997/98 | Примера Дивизио | 8 из 11            | 20 | 6 | 4 | 10 | 24 | 39 | 22 |               |               |
| 1998/99 | Примера Дивизио | 11 из 12           | 22 | 3 | 2 | 17 | 22 | 82 | 11 |               | Понижение     |
| 1999/00 | Сегона Дивизио  | 2 из 8             |    |   |   |    |    |    |    |               | Повышение     |
| 2000/01 | Примера Дивизио | 8 из 8             | 6  | 0 | 2 | 4  | 5  | 19 | 7  | 1/4 финала    | Понижение     |
| 2001/02 | Сегона Дивизио  | 7 из 7             | 12 | 2 | 1 | 9  | 20 | 35 | 7  |               |               |
| 2002/03 | Сегона Дивизио  | 6 из 7             | 12 | 4 | 1 | 7  | 28 | 30 | 13 | 1/8 финала    |               |
| 2003/04 | Сегона Дивизио  | 3 из 9             | 16 | 8 | 3 | 5  | 33 | 19 | 27 | 1/8 финала    |               |
| 2004/05 | Сегона Дивизио  | 4 из 8             | 14 | 6 | 1 | 7  | 19 | 21 | 19 | 1/8 финала    | Расформирован |